# Режим короткого замыкания
Режи́м коро́ткого замыка́ния в электротехнике, электронике, при теоретическом анализе электрических цепей — состояние пары некоторых узлов электрической цепи (2 вывода, обычно в качестве закорачиваемого участка цепи рассматриваются двухполюсники), при котором его выводы (зажимы, контакты) присоединены к двум узлам другой цепи с модулем полного входного сопротивления пренебрежимо малым по сравнению с модулем полного выходного сопротивления закорачиваемой цепи (при этом говорят, что пара узлов цепи (источник, выход) замкнута, закорочена, соединена накоротко, соединена коротким соединением).
Таким образом, условие короткого замыкания можно записать:
{\displaystyle \mid Z_{i}\mid \ll \mid Z_{o}\mid }
где {\displaystyle \mid Z_{i}\mid } — модуль входного импеданса закорачивающей цепи, {\displaystyle \mid Z_{o}\mid } — модуль выходного импеданса закорачиваемой цепи.
Часто вместо термина Режим короткого замыкания используются аббревиатуры: Режим КЗ или просто КЗ. Среди электриков и электронщиков также распространены жаргонизмы «коротец», «коротыш» и «кэзэшка».
Различают КЗ для постоянного и переменного токов. Например, подсоединение конденсатора с достаточно большой ёмкостью к паре узлов цепи, между которыми присутствует напряжение с достаточно высокой частотой, когда модуль реактивного сопротивления конденсатора пренебрежимо мал по сравнению с модулем выходного импеданса закорачиваемой цепи, называют КЗ по переменному току.
Изучение режима короткого замыкания применяется в анализе электрических цепей. При этом рассматривается поведение математической модели электрической цепи при «виртуальном» коротком замыкании (см., например, внутреннее сопротивление).

## Применение
Режим короткого замыкания может быть как полезным, так и вредным или даже опасным в том или ином техническом устройстве.

### Полезные применения
Часто в системах промышленной автоматики информация об измеряемых параметрах передается в аналоговом виде передачей токового сигнала. При этом измерительные и промежуточные преобразователи сигналов по типу выходного сигнала являются источником тока, в идеале с бесконечным внутренним выходным сопротивлением. При этом наиболее благоприятный случай, с точки зрения точности передачи информации, когда источник сигнала нагружен на потребитель с нулевым внутренним входным сопротивлением, — то есть, источник сигнала работает в режиме КЗ. (См. подробнее Токовая петля).
Электродинамические датчики, например, индукционные виброметры, сейсмоприёмники также очень часто работают в режиме короткого замыкания, эта мера позволяет дополнительно демпфировать механические колебания подвижной системы датчика из-за возникновения вязких электродинамических сил.
Часто режим короткого замыкания применяется в соединении усилительных каскадов в электронике. Каскодный усилитель представляет собой соединение двух активных компонентов, модуль выходного импеданса для малого сигнала первого каскада в этой схеме многократно превышает модуль входного импеданса второго каскада, то есть, выход первого каскада работает в режиме короткого замыкания.
Цепи питания электронных устройств тоже почти всегда работают в режиме короткого замыкания для переменного тока. Их линии питания обычно шунтируются блокировочными конденсаторами для исключения вредного самовозбуждения усилительных каскадов, помех и сбоев кодов в цифровых устройствах.

### Опасность короткого замыкания
Если источник напряжения с малым внутренним сопротивлением закоротить, то в цепи потечёт ток равный отношению ЭДС источника к сумме внутреннего сопротивления источника и сопротивления закорачивающей цепи. При большой мощности источника ток достигнет очень большой величины, который может повредить источник, потребитель, соединительные провода. Перегрев соединительных проводов может привести к пожару. Поэтому при питании устройств от мощных источников почти всегда вводят защиту от КЗ в потребителе, которое может внезапно возникнуть от аварий устройств, ошибок людей, ударов молний. Простейшая защита от разрушительных последствий КЗ — плавкий предохранитель. Также применяются различные автоматы защиты сети, их преимущество — многократное восстановление цепи после актов срабатывания при защите, в отличие от однократно используемого плавкого предохранителя или его вставки.
Очень опасно КЗ мощных электрохимических источников электричества, — особо аккумуляторов. Так, например, длительное закорачивание свинцового аккумулятора приводит к вскипанию его электролита с разбрызгиванием капель серной кислоты, ещё опаснее закорачивание литиевых аккумуляторов, ведущее к его перегреву и возможному взрыву корпуса и возгоранию металлического лития.
При закорачивании обмоток статора мощного электрического генератора в нём развиваются огромные электродинамические силы, зачастую приводящие к его разрушению.